# Dwórzno (gromada)
Dwórzno – dawna gromada, czyli najmniejsza jednostka podziału terytorialnego Polskiej Rzeczypospolitej Ludowej w latach 1954–1972.
Gromady, z gromadzkimi radami narodowymi (GRN) jako organami władzy najniższego stopnia na wsi, funkcjonowały od reformy reorganizującej administrację wiejską przeprowadzonej jesienią 1954 do momentu ich zniesienia z dniem 1 stycznia 1973, tym samym wypierając organizację gminną w latach 1954–1972.
Gromadę Dwórzno z siedzibą GRN w Dwórznie utworzono – jako jedną z 8759 gromad na obszarze Polski – w powiecie iławeckim w woj. olsztyńskim na mocy uchwały nr 14 WRN w Olsztynie z dnia 4 października 1954. W skład jednostki wszedł obszar dotychczasowej gromady Dwórzno ze zniesionej gminy Górowo Iławeckie oraz obszar dotychczasowej gromady Glądy ze zniesionej gminy Pieszkowo w tymże powiecie. Dla gromady ustalono 9 członków gromadzkiej rady narodowej.
Gromadę zniesiono 1 stycznia 1958, a jej obszar włączono do gromad: Górowo Iławeckie (wieś Dwórzno oraz osady Suszyna, Żołędnik i Ejdele) i Pieszkowo (wieś Glądy i osadę Kruk) w tymże powiecie.